# Ford Model T
(Henry Ford)
La Ford Model T, conosciuta anche come Tin Lizzie (lucertolina di latta), Flivver (macinino) o semplicemente Ford T, è un'automobile prodotta dalla Ford Motor Company dal 1908 fino al 1927.
La Ford Model T fu la prima automobile sufficientemente economica da poter essere acquistata dalle famiglie della classe media americana, ed è rapidamente divenuta il simbolo della modernizzazione e della motorizzazione di massa negli Stati Uniti d'America.
Ha venduto oltre 15 milioni di esemplari, divenendo una delle auto più vendute di sempre.

## Storia
Il primo esemplare di Model T di serie uscì dallo stabilimento di Piquette (Detroit) il 27 settembre 1908 e fu la prima vettura prodotta in grande serie utilizzando la tecnica della catena di montaggio (il primo modello in assoluto ad essere assemblato con questa tecnica fu l'Oldsmobile Curved Dash). La Model T venne progettata da Henry Ford, Charles Harolde Wills e da due emigrati di origine ungherese, József Galamb e Jenő Farkas. Non rappresenta la prima vettura prodotta da Ford, in quanto molti altri modelli, tra i quali diversi prototipi, ne precedettero l'uscita.
Il primo modello prodotto dalla Ford fu la Model A, alla quale seguirono 19 vetture tra prototipi e versioni definitive, riconoscibili dall'uso delle successive lettere dell'alfabeto.
Il modello che precedette direttamente la Model T fu infatti la Model S, che a sua volta era una versione migliorata del Model N.
Contrariamente a quanto si possa supporre, il modello di produzione successivo non utilizzò la lettera U quale segno distintivo, ma venne presentata una nuova Model A.
Il 18 dicembre 1999 è stata votata auto del secolo fra una lista di 700 candidate. Un modello modificato dell'autovettura venne utilizzato per un lungo viaggio attorno al mondo dalla viaggiatrice e fotografa canadese Aloha Wanderwell.

## Caratteristiche

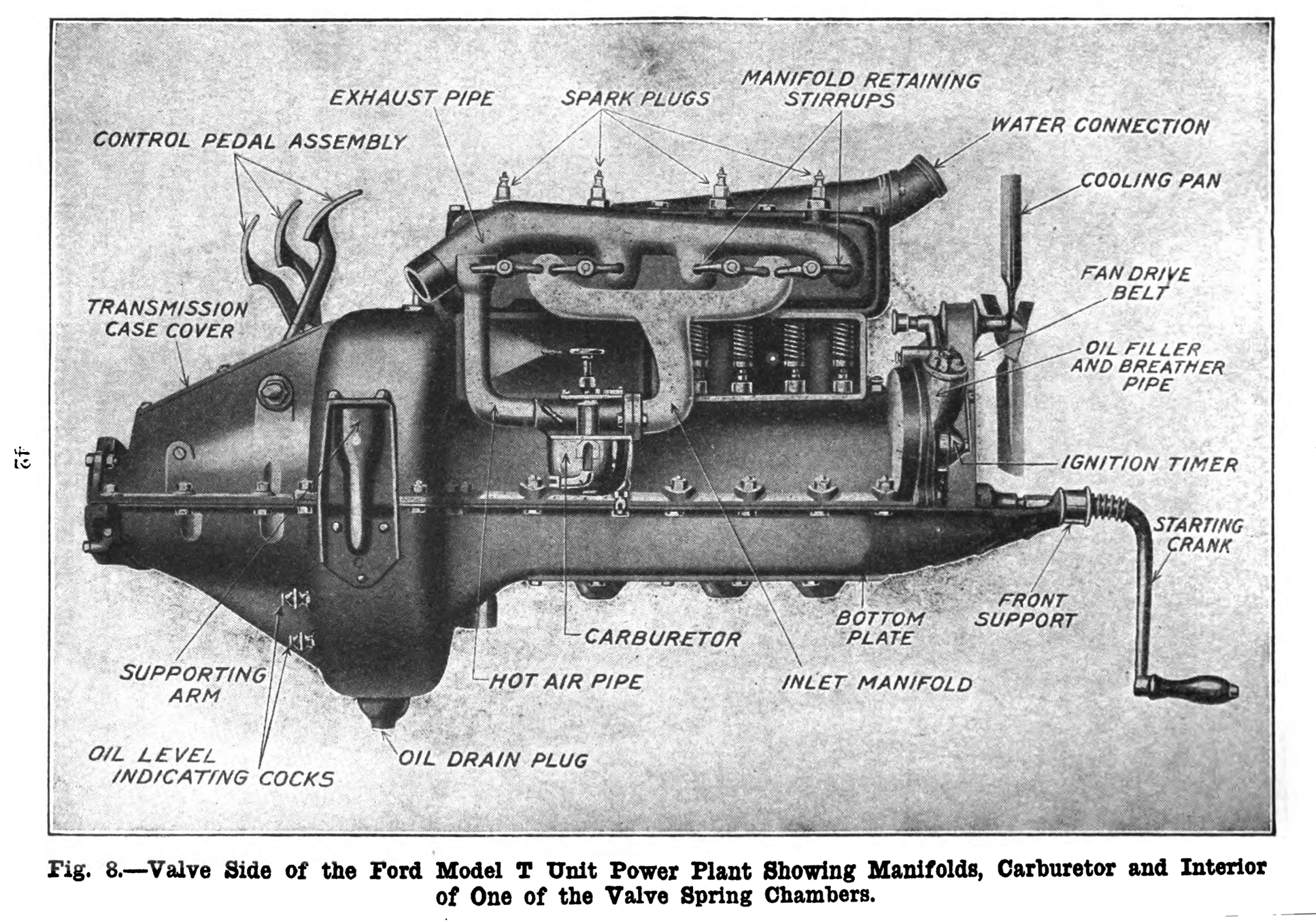
Il motore a valvole laterali della Ford T

La rivoluzionaria vettura era dotata di un motore 4 cilindri in linea di 2893 cm³ di cilindrata, con alesaggio e corsa rispettivamente di 95,2 mm (3,75 pollici) e 101,6 mm (4 pollici). La potenza erogata era di soli 20 CV (15 kW).

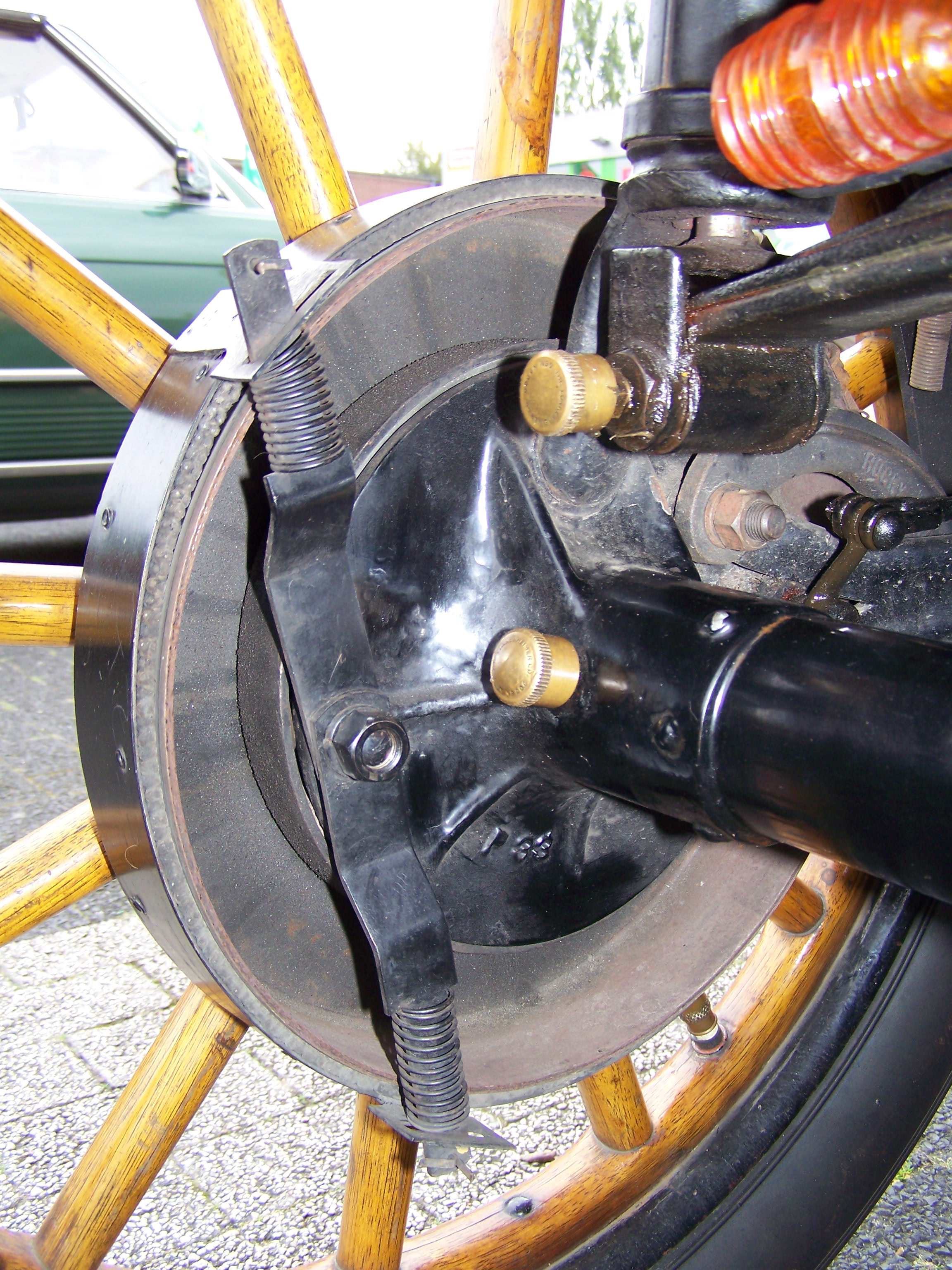
I freni

La trazione era posteriore e il cambio era un epicicloidale a 2 velocità + retromarcia. Questo tipo di cambio era per allora (1908) rivoluzionario, poiché permetteva il passaggio dalla prima alla seconda marcia senza l'uso della frizione. Le frizioni di allora erano infatti assai poco funzionali. La lubrificazione del motore era a sbattimento attivato dal volano, che aveva anche la funzione di centrifugare l'olio, il quale lubrificava anche il cambio. I freni erano a tamburo sulle sole ruote posteriori, con comando meccanico, e a nastro, con comando a pedale, sulla trasmissione. L'auto era dotata di tre pedali: quello a destra comandava i freni, quello centrale innestava la retromarcia e il pedale a sinistra comandava le due marce avanti (tenendolo premuto si viaggiava in marcia corta, rilasciandolo si innestava la marcia lunga). Non era previsto un pedale del gas, sostituito invece da un acceleratore a mano, consistente in una leva posizionata sulla destra dello sterzo (più veniva spinta verso il basso e più i giri motore si alzavano).

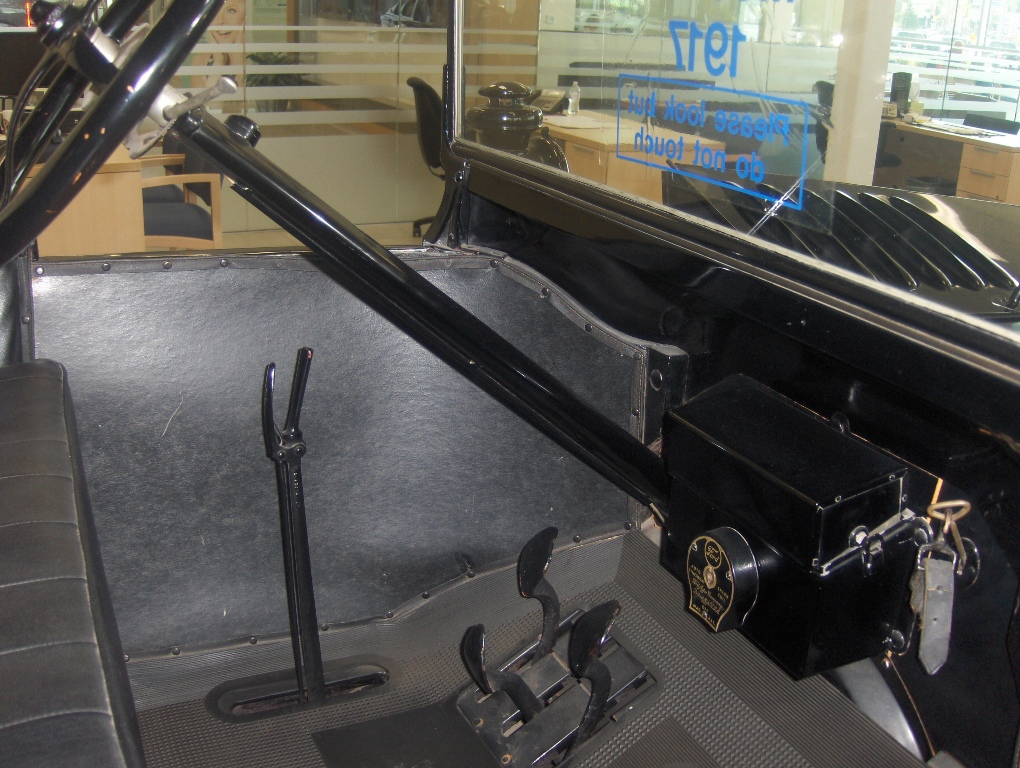
Comandi di guida di una Model T del 1917

Il radiatore per il raffreddamento era sprovvisto di pompa di circolazione, ma sfruttava la circolazione per convezione.
Visto il periodo storico, era previsto che la circolazione avvenisse perlopiù sulle piste utilizzate dalle carrozze a cavallo dell'epoca: la carreggiata dell'auto di 1422 mm venne calcolata di conseguenza. Il telaio era in longheroni di acciaio al vanadio, con sospensioni molto semplificate con una singola balestra trasversale, sia all'avantreno che al retrotreno. La strumentazione era molto povera: c'era infatti il solo amperometro. L'avviamento era affidato alla classica manovella dell'epoca; quello elettrico arrivò come optional solo nel 1919, mentre diventò di serie dal 1922. Le ruote erano provviste di raggi rigorosamente in legno per far sì che potessero essere facilmente riparate anche dagli stessi artigiani che riparavano quelle delle carrozze.
I primi progetti prevedevano anche la possibilità di un propulsore alimentato a etanolo di canapa, ma ben presto l'idea venne accantonata, sia a causa del proibizionismo sia a causa della discesa dei prezzi del petrolio.
La crisi petrolifera (che privilegiò la quantità alla qualità) portò ad un abbassamento del rapporto di compressione dagli originali 4,5:1 a 4,2:1 nel 1917 ed infine a 3,98:1 dal 1919 in poi, causando una perdita di potenza di 2 CV (si passò da 22 a 20).
Il motore era dotato di un albero con tre cuscinetti e di valvole laterali. La velocità massima era di 72 km/h.
Recenti prove hanno accreditato la Model T di un consumo di circa 40 – 48 km con un gallone (circa 3,80 litri) di benzina (ovvero circa 10,5 - 12,6 km/litro). L'alimentazione era a carburatore, al quale la benzina giungeva per gravità dal serbatoio posizionato, fino al 1925, sotto al sedile anteriore e poi, come sulla futura model A, dietro il cruscotto.
Altra peculiarità tecnica era il sistema di accensione progettato da Thomas Edison, amico di Ford, che progettò un impianto con un enorme volano magnete che alimentava quattro rocchetti di Ruhmkorff (quelli che poi, perfezionati, furono nominati bobine di accensione), che trasformavano la bassa tensione in alta. Le quattro bobine, collocate in una cassetta di legno nel cruscotto, alimentavano individualmente ogni candela.
La Model T fu prodotta in 15.007.033 esemplari fino al maggio del 1927, quando lo stabilimento Ford fu chiuso fino a settembre per essere adattato alla costruzione della Model A.
La produzione dei motori, sia per ricambi sia per usi industriali, continuò fino ai primi anni quaranta.

## Produzione

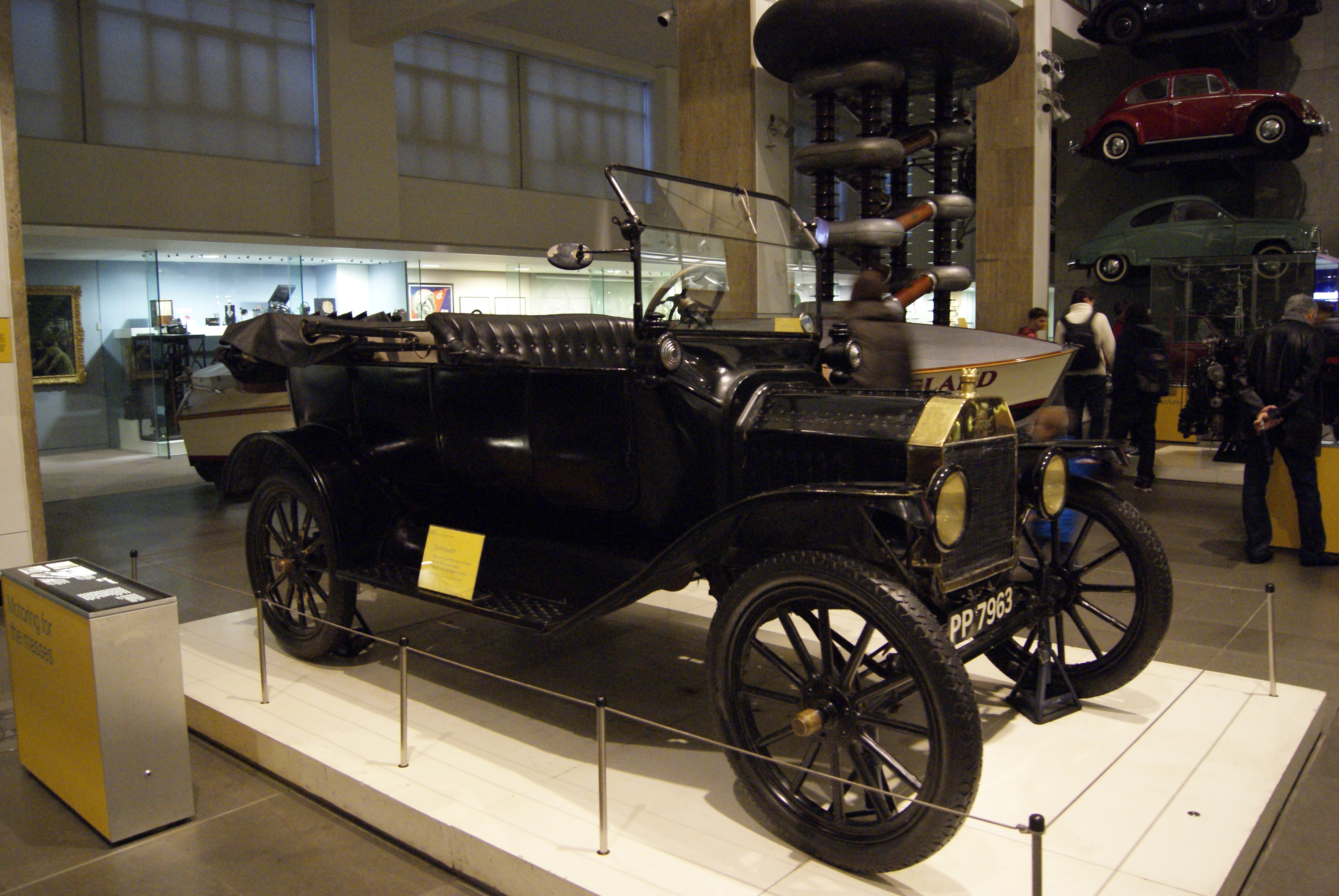
La Ford Model T, conservata a Londra, celebre per essere stata utilizzata nei corti e lungometraggi di Stanlio e Ollio

Lo stabilimento di Piquette non poteva far fronte alla domanda. Infatti furono solo 11 le vetture che uscirono da questa fabbrica nel primo mese di produzione. Nel 1910, dopo che la produzione di Model T aveva ormai raggiunto le 12.000 unità, la produzione venne spostata nel nuovo complesso di Highland Park. La Model T fu la prima vettura prodotta in grandissima serie utilizzando la catena di montaggio, la costruzione con parti intercambiabili, che venne proposta alla classe media. Tra il 1915 e il 1925, per velocizzare la produzione, la Model T era disponibile in un solo colore: il nero opaco, meglio conosciuto come fondo, e questo per risparmiare sui costi. In questa fase della produzione si deve la frase, frequentemente citata, attribuita a Henry Ford secondo la quale ognuno poteva avere una Model T del colore che preferiva, purché questo fosse il nero. In realtà tra il 1908 e il 1914 e nel biennio finale 1926-1927 la model T era disponibile anche in colori differenti dal nero ed in particolare in verde, marrone, grigio e blu.

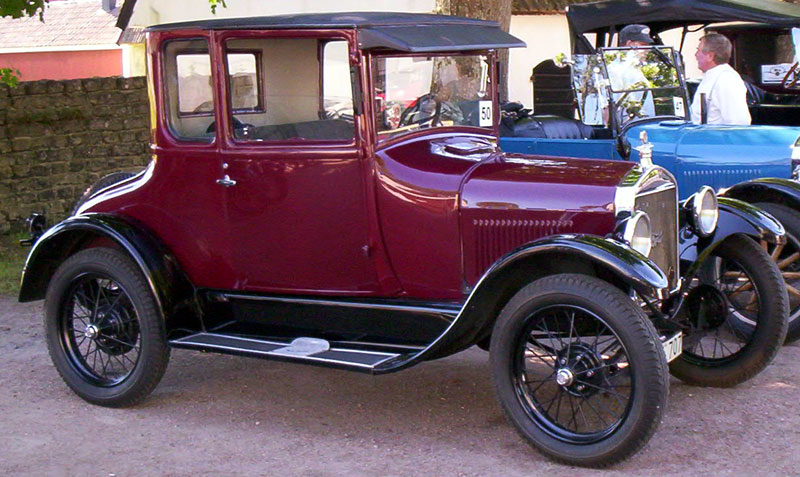
Una Ford Model T Coupé del 1926

A partire dal 1914 per costruire una Model T erano necessari solo 93 minuti, grazie agli sviluppi del processo di assemblaggio. In questo anno la Ford produsse da sola un numero di vetture superiore a quello di tutti gli altri concorrenti messi insieme. Il successo commerciale di questa vettura fu enorme, tanto che è stato calcolato che tra la metà degli anni dieci e degli anni venti la metà di tutte le vetture circolanti, a livello mondiale, era costituito da Ford Model T. Questo successo permise alla Ford di continuare le vendite pur non acquistando, tra il 1917 e il 1923, nessuno spazio pubblicitario.

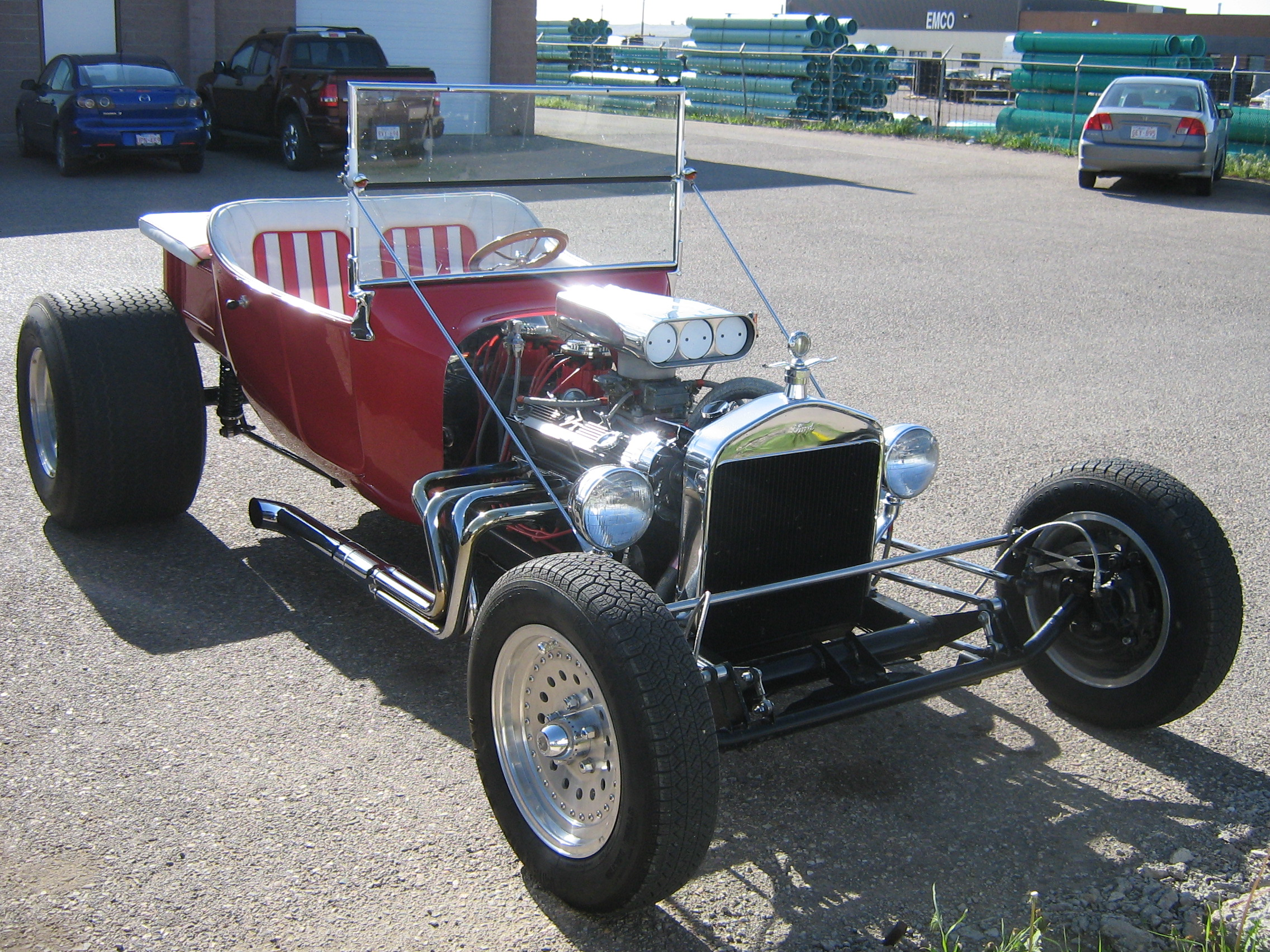
Una Ford Model T T-Bucket

In totale sono state 15.007.033 le Ford Model T prodotte. Le prime costavano 850 dollari dell'epoca, contro i 2.000-3.000 dollari della vetture concorrenti. Le ultime, grazie all'aumento di efficienza e di volume della produzione, costavano meno di 300 dollari. Nello specifico, la versione base, la roadster, nel 1926-1927 a listino costava 285 dollari, la più ricca e accessoriata Tudor Sedan 580 dollari. Inoltre è importante ricordare che già dal 1914 Henry Ford aveva elevato la paga dei suoi dipendenti a 5 dollari al giorno (circa il doppio del settore industriale), per permettere loro di acquistare l'automobile che essi stessi producevano, arrivando poi ad essere i meglio retribuiti, con 8 dollari al giorno contro una media di 5,5 della concorrenza, pur lavorando un'ora in meno. La Ford interruppe la produzione in massa di questo modello il 27 maggio del 1927. La produzione dei motori, però, continuò fino al 4 agosto del 1941; ne vennero costruiti circa 170.000 per usi industriali e per ricambi.
Tutte le parti della Model T continuano ad essere prodotte, su licenza Ford, per gli appassionati americani e molte Model T vengono dotate di carrozzerie in fibra di vetro, realizzando gli hot rod in stile T-bucket. A questa categoria di hot rod è stata anche dedicata una canzone dal gruppo di surf-rock Jean and Dean, che compose la canzone, ripresa anche dagli Who, T-Bucket.

## Alcune date
1908: inizia la produzione.
1909 (giugno): Henry Ford organizza la gara automobilistica New York-Seattle.
1922: la produzione supera il milione di auto all'anno. Il 4 febbraio, Henry Ford acquista l'azienda Lincoln.
1923: vengono introdotti nuovi stili di carrozzeria con la Tudor e la Fordor.
1924: il 15 giugno viene lanciata la decimilionesima Ford T, e l'azienda inizia le attività in Messico e Giappone, seguite dall'Australia l'anno successivo.
1925: Ford produce il 44% delle auto americane. Vengono introdotti i pneumatici a palloncino e si ritorna alla scelta dei colori della carrozzeria. Il prezzo della Touring scende a 290 dollari (dagli 850 dollari del lancio alla fine del 1908).
1926: Ford produce il 36% delle auto americane e offre ora una scelta di quattro colori di carrozzeria.
1927: il 18 maggio viene prodotta la 15.000.000ª Ford T. La produzione cessa poco dopo per lasciare spazio alla Ford Model A.

## Fumetto
In Tintin nel Congo (1931), Tintin e Milou usano una Ford T, visibile sulla copertina dell'album.
Nel cartone animato di Paperino del 1947, Riposo, dolce riposo, l'auto di Paperino (basata su una Buick Roadmaster del 1947) viene schiacciata da una grande roccia e trasformata in una Ford modello T.